# Попис становништва 1971. у СФРЈ
Попис становништва 1971. у СФРЈ је обавио Савезне завод за статистику СФРЈ 31. марта 1971. године. Пописница, образац је садржавао 21 питање за свако лице, Лист за домаћинство и Упитник за стан са упутством за попуњавање. Овај попис је четврти послератни попис и обављен је редовно на сваких десет година на почетку деценије.

## Занимљивост
За 10. питање које је гласило НАРОДНОСТ ИЛИ ЕТНИЧКА ПРИПАДНОСТ упутство је гласило
Уписује се народност или етничка припадност према изјави лица које се пописује. За децу млађу од 15 година изјаву дају родитељи.
Према члану 41. Устава СФРЈ грађанин може и да се не изјасни по овом питању, за себе и за своју децу млађу 15 година, ако то не жели.

## Резултати пописа за СР Србију
| Севернобачки округ       | 205.929   |
| Средњобанатски округ     | 231.486   |
| Севернобанатски округ    | 191.632   |
| Јужнобанатски округ      | 331.285   |
| Западнобачки округ       | 220.671   |
| Јужнобачки округ         | 486.083   |
| Сремски округ            | 285.474   |
| Војводина                | 1.952.560 |
| Београд-насеље           | 899.094   |
| Град Београд             | 1.209.360 |
| Мачвански округ          | 324.427   |
| Колубарски округ         | 202.990   |
| Подунавски округ         | 197.656   |
| Браничевски округ        | 263.015   |
| Шумадијски округ         | 264.344   |
| Поморавски округ         | 262.055   |
| Борски округ             | 175.848   |
| Зајечарски округ         | 172.424   |
| Златиборски округ        | 324.065   |
| Моравички округ          | 217.223   |
| Рашки округ              | 251.230   |
| Расински округ           | 265.521   |
| Нишавски округ           | 363.292   |
| Топлички округ           | 129.542   |
| Пиротски округ           | 136.008   |
| Јабланички округ         | 260.982   |
| Пчињски округ            | 230.373   |
| Централна Србија         | 5.250.355 |
| Косовски округ           | 393.733   |
| Пећки округ              | 267.154   |
| Призренски округ         | 226.848   |
| Косовскомитровачки округ | 196.476   |
| Косовскопоморавски округ | 159.562   |
| Косово и Метохија        | 1.243.773 |
| Србија                   | 8.446.688 |

## Напомена
1. ↑  Подаци за простор општине Малишево, укључени су у податке за Призренски округ.